# Nada-ku (Kōbe)
Nada-ku (灘区?) è uno dei nove quartieri di Kōbe, nella prefettura di Hyōgo, sull'isola di Honshū, in Giappone.